# Francesco Giavazzi
Francesco Giavazzi (Bergamo, 11 agosto 1949) è un economista italiano.

## Biografia
Laureato in Ingegneria elettronica al Politecnico di Milano nel 1972, ha conseguito il PhD (corrispondente al dottorato di ricerca) in Economia presso il Massachusetts Institute of Technology di Boston (Stati Uniti) nel 1978. Già professore all'Università degli Studi di Padova e all'Università Ca' Foscari Venezia, attualmente insegna politica economica all'Università Bocconi di Milano, della quale è stato pro-rettore alla ricerca fra il 2000 ed il 2002; inoltre è un regolare professore in visita al MIT di Boston.
Fra il 1992 e il 1994 è stato dirigente generale del Ministero del Tesoro, responsabile della ricerca economica, gestione del debito pubblico e delle privatizzazioni. È stato membro del consiglio di amministrazione e del comitato esecutivo dell'Istituto Nazionale delle Assicurazioni (Ina), dal 1992, quando fu privatizzata, fino alla conclusione dell'offerta pubblica di acquisto (opa) lanciata dalle Assicurazioni Generali.
Successivamente è stato vicepresidente del Banco di Napoli (1998-2000) in rappresentanza dello stesso Istituto Nazionale delle Assicurazioni. Dal 1998 al 2000 è stato anche consigliere economico della Presidenza del Consiglio dei ministri durante il Governo D'Alema II. Dal 2000 al 2010 è stato membro del gruppo di consiglieri economici del Presidente della Commissione europea. Dal 2000 fa inoltre parte del Consiglio di amministrazione, come indipendente, di Vitale & Associati SpA.
È ricercatore e membro del comitato esecutivo del CEPR (Centre for Economic Policy Research) di Londra, e associato di ricerca del National Bureau of Economic Research (Nber) di Boston (Stati Uniti). Collabora con il Corriere della Sera dal 2004 di cui è editorialista economico ed è fra i fondatori del sito di critica politica ed economica. Dal 2004, inoltre, è membro del Comitato dei garanti della Scuola Galileiana di Studi Superiori. Dal 2005 entra nel Consiglio di Amministrazione come indipendente di Arsenale di Venezia SpA. Nel 2006 ha aderito al Tavolo dei volenterosi promosso da Daniele Capezzone. Dopo alcuni convegni, il progetto è stato però abbandonato proprio dall'ex segretario di Radicali Italiani per la creazione di Decidere.net.
Ha vinto, nel 2007, l'undicesima edizione del premio "È giornalismo", riconoscimento ideato e fondato da Indro Montanelli, Enzo Biagi, Giorgio Bocca e Giancarlo Aneri. Dal 2008 entra nel Consiglio di Amministrazione, come indipendente, di Autogrill SpA. Nel maggio 2012 viene chiamato in qualità di esperto dal Presidente del Consiglio Mario Monti a collaborare all'analisi di Spending Review della spesa pubblica italiana. Nel 2021 viene nominato consigliere economico del Governo Draghi.

## Pensiero
Le opinioni in materia economica di Francesco Giavazzi, espresse sui suoi libri e sugli editoriali in prima pagina sul Corriere della Sera, richiamano principalmente il liberalismo classico e il liberismo filoamericano, vicino alle idee della scuola di Chicago, di Milton Friedman e di Luigi Einaudi. A livello politico, pur non essendosi mai schierato ufficialmente, ha dichiarato in alcune occasioni di riconoscere il Partito Radicale di Marco Pannella come unico sostenitore autentico delle sue proposte economiche.
Ha sostenuto con Alberto Alesina che l'abolizione dell'articolo 18 dello Statuto dei Lavoratori genererebbe un incremento della produttività delle imprese italiane: "Il guaio è che la maggior flessibilità è stata ottenuta imponendo un costo elevato ai giovani, mentre i lavoratori più anziani continuavano ad essere protetti da contratti a tempo indeterminato. E, se occupati in imprese con più di quindici dipendenti (ecco un altro fattore di iniquità), protetti anche dall'articolo 18 che ne sancisce l'illicenziabilità per motivi economici. E se poi la loro azienda è in difficoltà li soccorre la cassa integrazione, un istituto sconosciuto alla gran maggioranza dei giovani.".

## Libri
Francesco Giavazzi è anche scrittore di saggi economici destinati al grande pubblico. Nel 2005 pubblica Lobby d'Italia per la Biblioteca Universale Rizzoli, un libro che denuncia i paradossi ed i problemi dell'economia italiana causati dalle mille corporazioni come tassisti, farmacisti titolari di farmacie, professori universitari, notai, avvocati, ecc. ecc. Nel 2006 pubblica Goodbye Europa, un libro scritto a quattro mani con l'economista Alberto Alesina, dedicato ad illustrare i problemi attuali dell'integrazione europea, ed una loro possibile arginazione e soluzione.
L'anno seguente esce, sempre per i tipi di Alesina, Il liberismo è di sinistra, un saggio nel quale descrive le riforme liberali che dovrebbero essere attuate in Italia. Il titolo è in realtà una provocazione che intende spiegare come le vere riforme liberali, se scritte ed attuate bene, possano in realtà risollevare lo status di quelle categorie sociali più deboli meglio di quanto possa fare l'assistenzialismo ed il collettivismo.
Nell'autunno 2008 nel pieno della crisi economico-finanziaria scoppiata in seguito al fallimento della Lehman Brothers pubblica, ancora una volta con Alesina, La Crisi. Può la politica salvare il mondo?, un libro che ha l'obiettivo di smontare tutti i possibili slogan fatalisti contro il capitalismo moderno, mettendo in luce la cattiva politica, un conflitto tra mercato e stato, tra regolatori e regolati, aiutando a capire anche come l'Italia può continuare a crescere.
Nel 2019 pubblica, insieme a Favero e Alesina, Austerity, when it works and when it doesn't. Il libro costituisce una voce fuori dal coro: dopo tante critiche mosse da altri economisti alle politiche di austerità, i tre autori si prefiggono di mostrare come l'austerità sia necessaria nel momento in cui il debito pubblico è troppo alto, così da avere pesanti ricadute sulla crescita. Essa funziona non se applicata aumentando le tasse, ma tagliando la spesa pubblica. L'incremento fiscale infatti causa le recessioni di cui parlano gli economisti che avversano le misure di austerità, di contro il taglio alla spesa supporta gli investimenti e la crescita portando ad una veloce ripresa economica. Il libro adotta uno stile narrativo con cui si descrive, a suffragio della tesi, i momenti storici in cui i governi hanno adottato politiche di austerità.

## Opere
- Verità scomode. Quando l'economia sfida la politica, Milano, Università Bocconi editore, 2001.
- Quale Europa. Usi ed abusi del Trattato di Nizza, con Richard Baldwin ed Erik Berglof, Milano, Università Bocconi editore, 2002.
- Lobby d'Italia. L'Italia dei monopoli, delle corporazioni e dei privilegi. Di giornalisti, farmacisti, professori, banchieri, notai... Le storture di un Paese bloccato, Milano, Rizzoli, 2005.
- con Alberto Alesina, Goodbye Europa. Cronache d'un declino economico e politico, Milano, Rizzoli, 2006.
- Il liberismo è di sinistra, con Alberto Alesina, Milano, Il Saggiatore, 2007.
- La crisi. Può la politica salvare il mondo?, con Alberto Alesina, Milano, Il Saggiatore, 2008.
- Macroeconomia, Una prospettiva europea con Olivier Blanchard, Alessia Amighini, il Mulino, 2010
- con Giorgio Barbieri, Corruzione a norma di legge. La lobby grandi opere che affonda l'Italia, Rizzoli, Milano, 2014.